# Église de l'Immaculée-Conception (Toulouse)
 (décembre 2024).
Pour les articles homonymes, voir Église de l'Immaculée-Conception.
L'église de l'Immaculée Conception est un édifice religieux situé à Toulouse, dans le département de la Haute-Garonne en Occitanie. Construite dans le style romane, elle est dédiée à l'Immaculée Conception et suit le Rite romain.

## Histoire
L'église de l'Immaculée Conception fut construite entre 1856 et 1859 sous l'impulsion du cardinal Jules Sihan de Pontac, alors archevêque de Toulouse, en réponse au besoin d'un nouvel édifice religieux pour la communauté catholique croissante de la ville. Elle fut consacrée en 1859.

## Architecture
L'église est caractérisée par son style néo-gothique, avec des éléments distinctifs tels que :
- Une façade ornée de statues de la Vierge Marie et d'autres saints.
- Des arcs-boutants et des contreforts caractéristiques du style gothique.
- Un clocher élancé culminant à 50 mètres.

## Intérieur
L'intérieur de l'église est également décoré dans le style néo-gothique, avec des vitraux colorés représentant des scènes bibliques et des motifs religieux. Le maître-autel est dédié à l'Immaculée Conception, avec une statue de la Vierge entourée de sculptures détaillées.

## Utilisation et activités
L'église de l'Immaculée Conception est un lieu de culte actif, accueillant des messes régulières, des mariages, des baptêmes, et d'autres cérémonies religieuses. Elle est également un lieu de rassemblement pour des événements communautaires et spirituels.

## Patrimoine et conservation
Bien que l'église ne soit pas classée monument historique, elle est reconnue pour sa valeur architecturale et historique. Des efforts sont faits pour préserver l'intégrité de l'édifice et maintenir son état. L'église a fait l'objet de plusieurs campagnes de restauration pour préserver ses éléments architecturaux et artistiques.